# Ena Sendijarević
Ena Sendijarević (née en 1987 à Odžak, Bosnie-Herzégovine) est une réalisatrice et scénariste bosnienne, naturalisée néerlandaise, reconnue pour son style visuel distinctif, mêlant éléments surréalistes et humour noir. Parmi ses œuvres notables figurent Import (2016), présenté à la Quinzaine des Réalisateurs à Cannes ; Take Me Somewhere Nice (2019), sélectionné à l'ACID Cannes et lauréat du Prix Cœur de Sarajevo du Meilleur Film ; et Sweet Dreams (2023), une satire sur le colonialisme néerlandais, présentée en compétition officielle au Festival international du film de Locarno.
Elle est parfois également créditée sous le nom de Ena Sendijarevic (sans diacritique) dans les contextes internationaux.

## Biographie
Ena Sendijarević étudie le cinéma à l'université d'Amsterdam et à l'université libre de Berlin avant d'intégrer l'Académie néerlandaise du film (en) dont elle sort diplômée en écriture et réalisation en 2014,. À partir de 2013, elle écrit et réalise plusieurs courts métrages qui lui valent diverses récompenses et sélections. Elle dirige aussi un épisode de la mini-série néerlandaise Eng, diffusée en 2016.
En 2019, elle sort son premier long métrage, Take Me Somewhere Nice.

## Filmographie
Sauf indication contraire, les informations mentionnées dans cette section peuvent être confirmées par la base de données cinématographiques IMDb,  présente dans la section « Liens externes ».

### Comme réalisatrice et scénariste
- 2013 : Reizigers in de nacht (court métrage)
- 2013 : Februari (court métrage)[5]
- 2014 : Fernweh (court métrage)
- 2016 : Import (court métrage)
- 2016 : Eng (mini-série), épisode Space Girls
- 2019 : Take Me Somewhere Nice
- 2022 : Sweet Dreams

### Autres
- 2013 : Homunculus (court métrage) de Nico van den Brink - scénariste
- 2014 : Anton (court métrage) de Nico van den Brink - assistante réalisatrice
- 2014 : Aanmodderfakker de Michiel ten Horn - assistante réalisatrice et scripte
- 2017 : Trial (court métrage) de Laura Hermanides - scripte